# Daniel Campelo
José Daniel Rosas Campelo da Rocha ComM (Ponte de Lima, Ponte de Lima, 1960) é um político português.

## Biografia
Licenciado pelo Instituto Superior de Agronomia da Universidade Técnica de Lisboa, é Mestre em Produção Vegetal pela Universidade de Reading e Pós-Graduado em Formação Pedagógica pelo Instituto de Wolverhampton.
Foi Vereador (e mais tarde Presidente) da Câmara Municipal de Ponte de Lima, tendo também sido Presidente da Comissão Diretiva da Área de Paisagem Protegida das Lagoas de Bertiandos e São Pedro de Arcos, Vogal da Direção da Comunidade Intermunicipal do Minho-Lima, Vice-Presidente da Comunidade Urbana Valimar, Vice-Presidente da Associação de Municípios do Vale do Lima, Vice-Presidente da Associação Portuguesa de Municípios com Centro Histórico, Representante dos Municípios Portugueses no Conselho Nacional da Água, Vogal do Conselho Diretivo da Associação Nacional dos Municípios Portugueses, Presidente da Assembleia Geral da empresa Águas do Minho e Lima e Presidente da Assembleia Geral da empresa Resulima.
Militante do CDS - Partido Popular, onde desempenhou diversos cargos diretivos e consultivos nos órgãos nacionais e distritais.
Foi Deputado à Assembleia da República na VIII Legislatura, tendo sido Membro das Comissões Parlamentares de Agricultura, Economia e Finanças. Durante o seu mandato, e à revelia do seu próprio Partido, levou com o seu voto de abstenção à aprovação dos dois últimos Orçamentos do Estado (2001 e 2002) do XIV Governo Constitucional de Portugal (na época o Parlamento encontrava-se dividido a meio, com 115 Deputados do Partido Socialista e 115 Deputados dos Partidos da Oposição) a troco de um pacote de medidas em benefício da sua terra natal, nomeadamente a manutenção da fábrica de queijo limiano, o que motivou a sua suspensão do Partido. O Governo viria, contudo, a cair por motivo da demissão do Primeiro-Ministro António Guterres após forte derrota eleitoral nas eleições autárquicas de 2001. 
Foi Presidente da Câmara Municipal de Ponte de Lima de 1994 a 2009. Durante esse período foi reintegrado no CDS-PP.
Foi Professor Adjunto do Instituto Politécnico de Viana do Castelo, Membro do Conselho Científico da Escola Superior Agrária de Ponte de Lima, Diretor da revista técnica Agros, Membro da Sociedade Britânica de Pastagens e Forragens e Diretor da Sociedade Ibero-Americana da Universidade de Reading.
Foi Secretário de Estado das Florestas e Desenvolvimento Rural do XIX Governo Constitucional de Portugal, cargo do qual se retirou alegando motivos pessoais. É, no entanto, apontado como candidato à Presidência da Câmara Municipal de Viana do Castelo.
A 27 de Julho de 2015 foi feito Comendador da Ordem do Mérito.